# Austro engine E4
Austro Engine E4 (tudi AE 300) je tekočinsko hlajeni 4-valjni, 4-taktni dizelski letalski motor. Motor proizvaja avstrijsko podjetje Austro Engine (podružnica od Diamond Aircraft)

## Uporaba
- Diamond DA40
- Diamond DA42
- Diamond DA50
- Diamond DA52

## Specifikacije (E4)
- Tip: 4-valjni, 4-taktni dizelski letalski motor
- Premer valja: 83 mm (3,3 in)
- Hod valja: 92 mm (3,6 in)
- Delovna prostornina: 1991 cm3 (121 cu in)
- Dolžina: 738 mm (29 in)
- Širina: 855 mm (34 in)
- Višina: 574 mm (23 in)
- Teža: 185 kg (408 lb)
- Moč: 168 KM (125 kW)